# Flaga parzystości
Znacznik parzystości (niepopr: Flaga parzystości) – znacznik w rejestrze znaczników(stanu) procesora, którego wartość określa, czy liczba bitów najmniej znaczącego bajtu wyniku ostatnio wykonanej operacji binarnej mających wartość 1 jest parzysta. Znacznik nie ma związku z parzystością wartości liczbowej wyniku (ta informacja jest zawarta w najmniej znaczącym bicie wyniku), lecz z liczbą jedynek w zapisie binarnym wyniku.
Znacznik parzystości występuje w niektórych architekturach procesorów zaprojektowanych przed rokiem 1980 (np. Intel 8080, x86). W dawnych procesorach znacznik ten służył do podstawowej weryfikacji danych odczytywanych z taśm perforowanych lub przesyłanych przez interfejsy, które mogły wprowadzać przekłamania transmitowanych danych. Współczesne architektury procesorów (np. ARM) nie zawierają znacznika parzystości.
Znacznik parzystości, jest zwykle umieszczony wraz z innymi znacznikami w rejestrze znaczników (stanu) procesora.
Przykłady:
- Przy 8-bitowym wyniku operacji o wartości binarnej 01100011 (dziesiętnie 97) znacznik parzystości przyjmuje wartość 1, bo w wyniku są 4 jedynki.
- Przy 16-bitowym wyniku operacji o wartości binarnej 0110000100001110 znacznik parzystości przyjmuje wartość 0, bo w mniej znaczącym oktecie(bajcie) wyniku są 3 jedynki. Wartość bardziej znaczącego oktetu nie ma w tym przypadku wpływu na wartość znacznika.[1]